# 五音集韻
『五音集韻』（ごおんしゅういん）は、金の韓道昭によって編纂された韻書。韓道昭の序によれば先行する荊璞の『五音集韻』（現存せず）を改編したものであり、正式名は改併五音集韻（かいへいごおんしゅういん）である。成書年は泰和8年（1208年）説と崇慶元年（1212年）説とがある。
韻目は『広韻』の順序に従っているが、206韻が160韻に統合されている。その内訳は平声44韻・上声43韻・去声47韻・入声26韻である。また小韻の配列に書名の「五音」が示すように韻図の三十六字母を用いており、すなわち声母（子音）の順に並べられていることを大きな特徴とする。その順序は牙音見母から始まり来母・日母で終わっている。
- 牙音 - 見渓群疑
- 舌音 - 端透定泥・知徹澄娘
- 唇音 - 幇滂並明・非敷奉微
- 歯音 - 精清従心邪・照穿床審禅
- 喉音 - 曉匣影喩
- 半舌音 - 来
- 半歯音 - 日